# Unione Sportiva Orbetello 1940-1941
Questa voce raccoglie le informazioni riguardanti l'Unione Sportiva Orbetello nelle competizioni ufficiali della stagione 1940-1941.

## Rosa
| N. |                   | Ruolo | Calciatore        |
| -- | ----------------- | ----- | ----------------- |
|    | Italia (bandiera) |       | G. Alberti        |
|    | Italia (bandiera) | A     | N. Bacci          |
|    | Italia (bandiera) | C     | Attilio Bertini   |
|    | Italia (bandiera) | A     | A. Bertocchi      |
|    | Italia (bandiera) | P     | Ubaldo Biagini    |
|    | Italia (bandiera) | D     | Bruno Bondoni     |
|    | Italia (bandiera) | D     | Bruno Casalini    |
|    | Italia (bandiera) | D     | Ivo Casalini      |
|    | Italia (bandiera) | A     | M. Conforti       |
|    | Italia (bandiera) | C     | Rinaldo Di Chiara |
|    | Italia (bandiera) | C     | R. Leporati       |
|    | Italia (bandiera) | D     | Vittorio Maestri  |

| N. |                   | Ruolo | Calciatore        |
| -- | ----------------- | ----- | ----------------- |
|    | Italia (bandiera) | D     | Manfredo Mariani  |
|    | Italia (bandiera) | A     | Agostino Morosini |
|    | Italia (bandiera) | D     | L Passerini       |
|    | Italia (bandiera) | D     | W. Perotti        |
|    | Italia (bandiera) | D     | Luigi Petrossi    |
|    | Italia (bandiera) | D     | Silvano Pinori    |
|    | Italia (bandiera) | P     | S. Savelli        |
|    | Italia (bandiera) | D     | Walter Soldi      |
|    | Italia (bandiera) | A     | Igino Torriti     |
|    | Italia (bandiera) | P     | Baldo Vassalli    |
|    | Italia (bandiera) | A     | Luigi Villari     |